# 앙리 바레 박물관

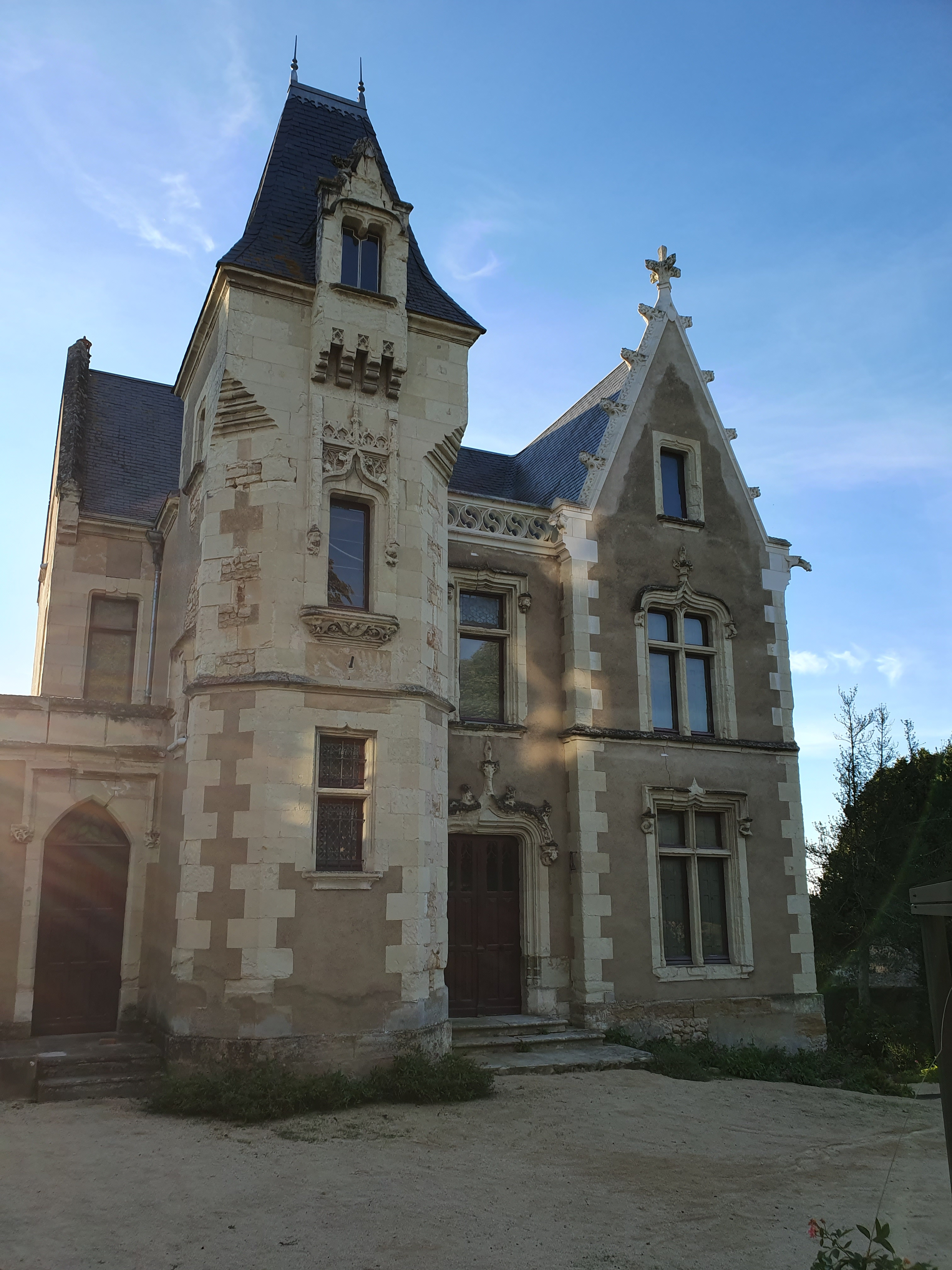

앙리 바레 박물관(Henri-Barré Museum)은 1893년 설립된 프랑스 투아르 지역의 박물관이다. 이 박물관은 1920년부터 대중에게 개방되고 있다.
전시되는 물품들은 프랑스의 고유 물품, 외부 물품, 예술품, 가구 등 매우 다양하다.